# 新原勇
新原 勇（しんばら いさむ、1911年7月15日 - 1987年5月18日）は、日本の柔道家（講道館9段）。
昭和初期に日本国内における最高峰の柔道大会であった全日本選士権大会や明治神宮競技大会等で活躍し、指導者としては朝鮮や台湾でその礎を築いたほか日本国内においては福岡県立嘉穂中学校を全国優勝に導いた実績を有す、戦前を代表する柔道家・柔道指導者の1人である。

## 経歴
現在の福岡県飯塚市幸袋に生まれる。県立嘉穂中学校に入学すると、当時福岡県下における柔道の大家であり同校の師範を務めていた榎本本吉より熱心に手解きを受け、 1929年に2段位で卒業して翌年京都の武道専門学校に入学した。
武専で磯貝一、田畑昇太郎両範士に師事し、柔道教士であった福島清三郎、栗原民雄、森下勇らの胸を借りて稽古に励んだ新原は1932年に精錬証を受け、翌33年には講道館5段位、1934年の教士号試合では飯山栄作に競り勝って称号を拝受している。同年に主将で武専を卒業した新原は請われて朝鮮総督府警察の柔道教師に着任し、9月の内地外地対抗試合に出場して拓務大臣賞を受けたほか、11月の第5回全日本選士権大会には事実上の日本一決定戦となる専門壮年前期の部に第8区（朝鮮・満州）代表として出場、初戦で上田文治郎5段を降し、2回戦で武専の後輩にあたる伊藤徳治5段に合技で敗れたものの3位入賞を果たした。
なお、この朝鮮時代には教師という肩書ながら自身も9歳年長の古沢勘兵衛より指導を受け、その後の柔道観・人生観を確立する訓えになったと新原は語っている。
その後一時的に母校の嘉穂中学校へ招聘された新原は柔道部を率いてその再興に尽力し、金鷲旗大会（当時は“福日大会”と呼ばれた）では1936年に準優勝、1937年には決勝戦で前年に敗れた同じ福岡の修猷館に雪辱を果たし遂に日本一の栄冠を得、嘉穂中はその勇名を全国に轟かせた。
この間、新原は自身も選手として活躍し、1935年10月の全日本選士権大会こそ初戦で武専時代の同窓である瀬戸口新吉5段の膝車に苦杯を嘗めたものの、直後の第8回明治神宮競技大会には一般の部へ出場し、リーグ戦決勝試合で宮城の保科永四郎5段を横四方固に抑えて優勝を成し遂げた。
また1936年4月の第1回全日本東西対抗大会に西軍選手として出場すると東軍の石橋利三郎5段と首尾よく引き分け、同年11月の第6回全日本選士権大会では大阪の神原良太郎5段、東京の阿久津徳治5段を立て続けに跳巻込で一閃し、決勝戦では前年に敗れた因縁の相手である瀬戸口新吉と相対。この試合は両者互いに譲らず時間一杯を戦って、異例の引き分け（優勝預り）となった。
新原は身長180cm・体重88kgと当時としては大柄な体躯から繰り出す豪快な巻込技や大腰、大外刈に長じ、全日本大会等での激闘を以ってこの頃には“鬼新原”の名をほしいままにしている。
| 段位 | 年月日        | 年齢 |
| ---- | ------------- | ---- |
| 入門 | 1927年6月26日 | 15歳 |
| 初段 | 1927年8月11日 | 16歳 |
| 2段  | 1929年1月13日 | 17歳 |
| 3段  | 1930年1月12日 | 18歳 |
| 4段  | 不詳          | -    |
| 5段  | 不詳          | -    |
| 6段  | 1939年6月15日 | 27歳 |
| 7段  | 1948年5月4日  | 36歳 |
| 8段  | 1955年6月20日 | 43歳 |
| 9段  | 1984年        | 72歳 |

1938年8月に再度朝鮮半島に渡り朝鮮総督府警察の首席教師として迎えられて後進の指導に当たる傍ら、1940年2月に開催された皇紀2600年奉祝の第2回全日本東西対抗大会には選手として出場、警視庁の大沢貫一郎を合技に降し神奈川の強豪・真壁愛之助と引き分けて西軍の勝利に貢献している。同年台湾総督府警察の師範となり終戦までこれを務めた。
戦後は日本に引き揚げて郷里・飯塚市の吉原町に居を構え、新原鉱業株式会社を立ち上げて戦後の混乱の中で職に溢れていた柔道関係者を積極的に採用するなど炭鉱経営に勤しんだ。また1948年に滴水館道場を設立して青少年の育成に汗を流しつつ同所にて接骨院を経営、このほか県立嘉穂高校の柔道部の面倒を見たり、1965年2月からは一時的に福岡電波学園電子工業大学の教授として腕を振るったりもした。教え子には後にオリンピックや世界選手権で活躍する松田博文や園田義男・勇兄弟など。選手としては1948年の九州・関西対抗試合に出場し、翌49年の九州三県対抗試合では優勝を成し遂げている。またこの間、講道館より1948年5月に7段に、7年置いて1955年6月に8段に列せられた。
その後も筑豊地区柔道協会会長や福岡県柔道協会理事、全日本柔道連盟評議員等の重責を担い斯道の振興・発展に尽力した新原は、その功績から1984年4月の講道館100周年に際して9段位を許された。昇段に際し新原は「未熟不敏の私には身の引き締まる思い」と謙虚に述べ、「今後は9段位に恥じない柔道を、九州の一隅を照らしつつ精進する」と意気込みを語っている。
「力必達」を座右の銘に永く九州柔道界の重鎮として活躍した新原だったが、1987年5月18日午後3時50分に脳内出血のため死去。享年77。同月24日に滴水館葬が執り行われ、多くの門人達がその精神的支柱を失った悲しみに暮れたという。法名は「尚導院釈滴水晃勇居士」。